# 클로드 소테
클로드 소테(프랑스어: Claude Sautet, 1924년 2월 23일 ~ 2000년 7월 22일)는 프랑스의 영화 감독이자 각본가이다. 로미 슈나이더와 다섯 편의 영화를 만들었다.

## 작품 목록
- 빅 리스크 (1960)
- 즐거운 인생 (1970)
- 막스와 고철장수 (1971)
- 세자르와 로잘리 (1972)
- 뱅상, 프랑수아, 폴 (1974, Vincent, François, Paul… et les autres)
- 어떤 이혼녀 (1978)
- 나쁜 아들 (1980, Un mauvais fils)
- 꿈꾸는 웨이터 (1983, Garçon !)
- 금지된 사랑 (1992)
- 넬리 앤 아르노 (1995)